# Kleitor (Stadt)
Kleitor (griechisch Κλείτωρ, arkadisch Κλήτωρ, lateinisch Clitor, auch lateinisch Clitorium) war eine antike griechische Stadt in Nordarkadien.
Kleitor lag auf einer kleinen, von Bergen umschlossenen Ebene. In der Nähe befinden sich der gleichnamige Fluss sowie 4 Kilometer östlich die moderne Ortschaft Kleitoria (Klituras). Zur Stadt gehörte auch ein größeres Gebiet außerhalb der Stadt. Das Stadtgebiet grenzte im Süden an Kaphyai, Thelphusa und die Region Tripolis, im Osten an Pheneos, im Westen an Psophis sowie im Norden an Kynaitha und die Region Achaia. Die Ebene war ein wichtiges Durchgangsgebiet zwischen den Plateaus im Osten und den westlichen Gebirgslandschaften. Somit war es eine der wichtigsten Städte der Region, die in der Geschichte mehrfach eine bedeutende Rolle gespielt hat. Als eponymer Heros und Gründer und erster Herrscher über die Stadt galt Kleitor. Noch bis ans Ende der Antike behielt die Stadt ihre Bedeutung und wird häufig in der schriftlichen Überlieferung genannt. Sie war Gründungsmitglied des Arkadischen Bundes und mit zwei Oikisten an der Gründung der Bundeshauptstadt Megalopolis beteiligt. Noch im 3. Jahrhundert prägte die Stadt eigene Münzen.
Die Stadt besaß nur zwei kleine Hügel, aber keine Akropolis. Somit war die Stadt direkt in der Ebene errichtet. Pausanias gibt in seinen Reisebeschreibungen nur eine knappe Beschreibung der Stadt wieder. Heute sind nur noch wenige Reste der Stadt erhalten. Wichtig war ein Heiligtum der Athena Koria im Norden der Stadt. Dort wurden mit den Koriasa wichtige Spiele abgehalten, von denen zum Teil noch Sieger bekannt sind, weil die Spiele so bedeutend waren, dass sie in den Siegerlisten von Wettkämpfern aufgeführt wurden. Auch das Artemis-Heiligtum von Lousoi gehörte zur Stadt.
Zu den Söhnen der Stadt gehören die Bildhauer Dameas und Athenodoros, der Toreut Aristoteles sowie die Olympioniken Kleomantis (Läufer) und Alketus.